# 贝奥武夫与怪兽格兰戴尔
《贝奥武夫与怪兽格兰戴尔》（英語：Beowulf & Grendel）是一部加拿大與冰島合拍的2005年奇幻冒險電影，由史都拉·根勤森執导，粗略改编自古英語史诗《贝奥武夫》。杰拉德·巴特勒饰演贝奥武夫、史戴倫·史卡斯格饰演赫羅斯加、伊格瓦·艾格特·西格羅森飾演格倫戴爾、莎拉·波莉饰演巫女赛尔玛（Selma）。
本片是加拿大、英国和冰岛合作的，在冰岛拍摄外景。
2006年，製作了一部名叫《眾神之怒》的《贝奥武夫与怪兽格兰戴尔》電影製作特輯紀錄片。

## 演員
- 杰拉德·巴特勒 飾 貝奧武夫（英语：Beowulf (hero)）
- 史戴倫·史卡斯格 飾 赫羅斯加（英语：Hrothgar）
- 伊格瓦·艾格特·西格羅森（英语：Ingvar Eggert Sigurðsson） 飾 格倫戴爾
  - Hringur Ingvarsson 飾 年輕的格倫戴爾
- 莎拉·波莉 飾 Selma
- 艾迪·馬森 飾 Father Brendan
- 托尼·库兰 飾 Hondscioh
- 羅南·維博特（英语：Ronan Vibert） 飾 Thorkel
- 羅伊·麥克凱恩 飾 Breca（英语：Breca the Bronding）
- 馬丁·迪蘭尼（英语：Martin Delaney (actor)） 飾 Thorfinn
- 史賓塞·威爾汀（英语：Spencer Wilding） 飾 格倫戴爾的父親
- Gunnar Eyjólfsson 飾 Æschere（英语：Æschere）
- 菲力普·惠特克（英语：Philip Whitchurch） 飾 漁民
- Mark Lewis 飾 Hygelac（英语：Hygelac）
- Elva Ósk Ólafsdóttir 飾 Sea Hag（英语：Grendel's mother）
- 歐拉法·達利·歐拉夫森 飾 Unferth（英语：Unferð）
- 史坦寧·歐琳娜（英语：Steinunn Ólína Þorsteinsdóttir） 飾 Wealhþeow（英语：Wealhþeow）
- 吉斯利·厄恩·加達松（英语：Gísli Örn Garðarsson） 飾 Erik
- Gunnar Hansson 飾 Grímur
- Benedikt Clausen 飾 Selma的孩子
- Steindór Andersen（英语：Steindór Andersen） 飾 Snorri

## 外部連結
- IMDB详细介绍（页面存档备份，存于）